# Idioma lepóntico
El lepóntico fue un idioma perteneciente al grupo de las lenguas célticas continentales de la familia indoeuropea.
Fue el idioma de los leponcios (en latín, Lepontii), que ocupó las partes de la antigua Recia, concretamente el área alpina que se extiende entre las actuales Suiza e Italia, habitando en la Galia Cisalpina, y del que se tiene testimonio entre el 700 y el 400 a. C.
En ocasiones es llamado galo cisalpino, pues según la base epigráfica y características lingüísticas tiene pocas diferencias con el idioma galo hablado en esa área, considerándose muchas veces como un dialecto de este.
Mientras que este término se aplica a la lengua atribuida a la tribu de los leponcios, el término se usa actualmente por muchos celticistas para designar a todos los dialectos celtas de la Italia antigua. Este uso es disputado por los que siguen viendo el Lepontii como una de varias tribus indígenas prerromanas de los Alpes, bastante distintos de los galos que invadieron los llanos de Italia del Norte en algunos momentos de la historia.

## Historia
La lengua lepóntica fue hablada en el norte de la actual Italia entre los siglos VII y IV a. C., extinguiéndose definitivamente en fechas algo posteriores. Los pueblos lepónticos debieron hacer su aparición en el área de la Galia Cisalpina con las primeras migraciones celtas del siglo XIII a. C., dentro de la expansión de la cultura de los campos de urnas, conviviendo estrechamente con otros pueblos de lengua no indoeuropea como los ligures o los réticos.
Antes de su integración definitiva en el ámbito de la Antigua Roma fueron invadidos por la segunda oleada celta del siglo IV a. C., entre ellos los pueblos de los senones o más tarde los galos al norte del río Po (Italia).
Después de estas fechas desaparecen los testimonios de los leponcios, sobreviviendo muy posiblemente su lengua por algún tiempo antes de ser sustituida definitivamente por la de los nuevos habitantes de sus territorios; primero por el galo, y posteriormente por el latín cuando la Antigua república romana tomó el control de la Galia Cisalpina durante el siglo II a. C. y el siglo I a. C..
Se baraja que el lepóntico fuese la lengua de los boyos (latín, boi): el nombre de esta tribu aparece en la inscripción de una cerámica.

## Clasificación
Pese a las pocas inscripciones y testimonios que se tienen del lepóntico, se deduce con claridad su pertenencia a la familia celta continental, tratándose de una lengua celta-P.
La agrupación de todas las inscripciones halladas en el área de los lepónticos en un único idioma celta ha sido discutido, y hay investigadores que afirman que algunas están en un idioma no celta relacionado con el ligur.
Bajo este punto de vista, el lepóntico sería el nombre correcto para el idioma no celta, y el galo cisalpino para el celta.
Esta era la opinión predominante aproximadamente hasta Lejeune (1971), cuando esta cambió para considerar el lepóntico como una lengua celta, aunque en cualquier caso bastante distinto de galo cisalpino.
Solo en años recientes ha habido una tendencia de identificar al lepóntico y al galo cisalpino como una misma lengua.

## Escritura
Lo poco que se sabe del lepóntico viene de unas pocas inscripciones escritas en varios alfabetos del norte de Italia, derivados del alfabeto etrusco, como por ejemplo el alfabeto de Lugano. Este hecho, bastante insólito en una lengua celta, hace que la interpretación fonética de las cerca de 40 inscripciones que existen no sea del todo certera, pues no distingue entre las oclusivas p-b, t-d y k-g. Asimismo también evita situar dos consonantes seguidas; por ejemplo, el antropónimo lepóntico Anokopokios equivaldría al galo Andocombogios.
Las primeras inscripciones conocidas en lepóntico se remontan a antes del siglo V a. C., el artículo de Castelletto Ticino siendo datado en el siglo VI a. C. y que de Sesto Calende posiblemente que ser del siglo VII a. C.
A las poblaciones que realizaron estas inscripciones se las identifica hoy día con la cultura Golasecca, a la que ha sido atribuida una identidad celta.
Estas inscripciones se encontraron principalmente alrededor de Lugano, incluyendo el lago de Como y lago Maggiore. Una escritura similar se utilizó para el rético y el venético, y probablemente las runas germánicas deriven de uno de estos alfabetos. La mayor parte de los textos descubiertos son de naturaleza funeraria, en piedras o urnas, apareciendo en la mayoría de los casos únicamente el nombre del fallecido; sin embargo también se han encontrado inscripciones en las que también aparecen los nombres de los dedicantes.

## Características lingüísticas
El lepóntico tenía un sistema de flexión compuesto de 5 o 6 casos, como puede deducirse del siguiente ejemplo:

Latumarui Sapsutaipe uinom nashom
'para Latumaros y Sapsuta, vino de Naxos'

De esta inscripción se observa un sistema de declinación similar al de a otras lenguas célticas e indoeuropeas; además se observa la filiación como lengua celta-P al poseer la conjunción -pe, 'y' (en latín -que, en celtíbero -ku.e). Algunos casos se han conseguido deducir, siendo -i el dativo, -om el acusativo y *-os el nominativo. Además tiene la similitud con el galo de distinguir entre dos sibilantes.
La tipología lingüística verbal es en los textos más antiguos es sujeto, objeto y verbo, evolucionando posteriormente a sujeto, verbo y objeto.
Respecto a sus posibles dialectos entre unas tribus y otras, se ignora totalmente su existencia.